# ماثيو ستريت
ماثيو ستريت (17 ديسمبر 1978 في جنوب أفريقيا - ) (بالإنجليزية: Matthew Street)‏ هو لاعب كريكت جنوب أفريقي.

## وصلات خارجية
- ماثيو ستريت على موقع إي آس بي آن كريك إنفو (الإنجليزية)